# Ballana atela
Ballana atela är en insektsart som beskrevs av Delong 1964. Ballana atela ingår i släktet Ballana och familjen dvärgstritar. Inga underarter finns listade i Catalogue of Life.